# Liste des agglomérations les plus peuplées du Maghreb
Cet article présente la liste des agglomérations les plus peuplées du Maghreb.
Par « agglomération du Maghreb », il faut comprendre les agglomérations situées au Maghreb. Leur population ne se limite pas à la ville elle-même, mais inclut également l'ensemble des banlieues de ces villes.

## Liste
| Rang | Photos                        | Agglomérations | Pays       | Population |
| ---- | ----------------------------- | -------------- | ---------- | ---------- |
| 1    |                               | Alger          | Algérie    | 7 896 923  |
| 2    |                               | Casablanca     | Maroc      | 4 270 750  |
| 3    |                               | Tripoli        | Libye      | 3 072 000  |
| 4    |                               | Tunis          | Tunisie    | 2 751 341  |
| 5    |                               | Rabat          | Maroc      | 2 134 533  |
| 6    |                               | Oran           | Algérie    | 1 520 274  |
| 7    |                               | Marrakech      | Maroc      | 1 330 468  |
| 8    |                               | Nouakchott     | Mauritanie | 1 315 000  |
| 9    | The_Old_Town,_Benghazi,_Libya | Benghazi       | Libye      | 1 180 000  |
| 10   |                               | Constantine    | Algérie    | 1 148 604  |
| 11   |                               | Agadir         | Maroc      | 1 141 717  |